# St. Marys Point, Minnesota
St. Marys Point là một thành phố thuộc quận Washington, tiểu bang Minnesota, Hoa Kỳ. Năm 2010, dân số của thành phố này là 368 người.

## Dân số
- Dân số năm 2000: 344 người.
- Dân số năm 2010: 368 người.